# 애튼버러윗수염박쥐
애튼버러윗수염박쥐(Myotis attenboroughi)는 애기박쥐과 윗수염박쥐속에 속하는 박쥐이다. 토바고 섬의 토착종이다. 일반명과 학명은 영국 동물학자 데이비드 애튼버러(David Attenborough)의 이름에서 유래했다.

## 특징
작은 박쥐로 머리부터 몸까지 길이는 70~78mm, 전완장은 31.4~33.3mm, 꼬리 길이는 32~35mm이다. 발 길이는 6~8mm, 귀 길이는 12~16mm, 몸무게는 최대 4.5g이다. 털은 부드럽고, 일반적으로 등 쪽 털 색은 갈색빛의 회색인 반면에 배 쪽은 밝은 누르스름한 갈색을 띤다. 날개막은 짙은 갈색빛 회색이다.

## 분포 및 서식지
토바고 섬에서만 발견된다. 트리니다드 섬에서도 서식하는 것으로 추정된다.

## 생태
먹이는 곤충이다. 4월에 포획된 박쥐 중에 임신한 암컷이 발견된 적이 있다.